# 平壌大劇場
平壌大劇場（ピョンヤンだいげきじょう）は、朝鮮民主主義人民共和国（北朝鮮）の平壌市中区域にある劇場。1960年完成。

## 概要
平壌大劇場は、大同江の畔に存在し1960年に建設され朝鮮式の伝統的な建築様式の建築物である。主に「血の海歌劇団（ピバダ歌劇団）」などの革命歌劇や演劇で使用されるが、かつては朝鮮労働党の第4回党大会をはじめ各種の行事も開催された。劇場の座席数は約1300席。
2008年6月に改装工事に入り、2009年4月3日に再び新たにオープンした。

## 主な公演
- 血の海
- 花を売る乙女
- ある自衛団員の運命
- 密林よ語れ
- 党の真の娘

## その他の劇場
- 万寿台芸術劇場
- 東平壌大劇場
- 烽火芸術劇場